# Goddard Institute for Space Studies
Le Goddard Institute for Space Studies (en français Institut Goddard d'études spatiales), plus connu par son acronyme GISS,  est un laboratoire de recherche américain spécialisé dans l'étude de l'atmosphère de la Terre et des exoplanètes. Il est à ce titre un des principaux acteurs des études menées sur le réchauffement climatique. Il fait partie du Centre de vol spatial Goddard, un des établissements de l'agence spatiale américaine, la NASA.  

## Historique
Le GISS est créé en mai 1961 en tant que bureau new-yorkais de la division des études théoriques du Centre de vol spatial Goddard.  Sa mission est alors d'effectuer des recherches fondamentales dans le domaine des sciences spatiales pour répondre aux besoins du centre. Les domaines de recherche comprennent à l'époque la structure de la Terre, de la Lune et des autres planètes, l'atmosphère de la Terre et des autres planètes, l'origine et l'évolution du système solaire, les propriétés du plasma interplanétaire, les interactions entre la Terre et le Soleil ainsi que la structure et l'évolution des étoiles. Le GISS est implanté à New York pour exploiter la présence d'universités de premier plan dans la région et promouvoir la recherche spatiale au sein de ces organisations.
Les premières études menées par les chercheurs du GISS sur l'atmosphère terrestre et  celle des planètes à partir des données recueillies par les satellites d'observation de la Terre et des sondes spatiales font rapidement du laboratoire le leader dans le domaine de la modélisation de l'atmosphère et du changement climatique. Les répercussions des différents facteurs de ces changements qu'ils soient d'origine humaine ou naturelle (El Niño, périodes glaciaires, éruptions volcaniques, etc.) sont au cœur de ces travaux. L'objectif principal est la prévision des changements atmosphériques et climatiques au 21e siècle.

## Activités
Les principaux projets du GISS en 2020 sont : 
- L'astrobiologie est un projet interdisciplinaire dont l'objectif est de comprendre l'évolution de notre système solaire depuis sa formation. Il tente de caractériser l'habitabilité des exoplanètes rocheuses, d'étendre notre compréhension des processus climatiques aux exoplanètes mais également de comprendre les environnements aussi divers que celui de Titan, le satellite de Saturne, ou de la Terre à l'ère archéenne.
- Le projet ACCMIP (Atmospheric Chemistry and Climate Model Intercomparison Project) a pour objectif de mieux évaluer le rôle de la chimie atmosphérique (gaz et aérosols) dans l'évolution du climat.
- Le groupe impact climatique a pour objectif d'évaluer comment le climat affecte notre société en analysant les effets des variations naturelles actuelles et en tentant d'évaluer les impacts futurs des évolutions dues à l'activité humaine.
- Ent est un modèle dynamique assurant le couplage entre les modèles de circulation générale de l'atmosphère pour prédire les évolutions rapides des flux de l'eau du carbone, de l'azote et de l'énergie entre les terres émergées et l'atmosphère du fait des évolutions diurnes, de la croissance de la végétation saisonnière et interannuelle et de l'évolution de la structure de la végétation, du carbone stocké à la surface et de l'azote à une échelle décennale et d'un siècle.
- GACP (Global Aerosol Climatology Project ) est un projet créé en 1998 pour analyser à l'échelle de plusieurs décennies les données recueillies par les satellites sur les aérosols. L'objectif principal est de développer une climatologie avancée des aérosols en complétant les données recueillies avec des données issues de modèles et de mettre à disposition le résultat pour les études sur les effets directs ou indirects des aérosols sur le climat.
- Le GISS développe un modèle de circulation générale de l'atmosphère tri-dimensionnel.
- GISTEMP (Goddard Institute Surface Temperature Analysis) est un projet de mesure des températures du sol qui constitue un indicateur primaire du changement climatique. Le projet a débuté à la fin des années 1970 pour comparer les températures du sol et de l'air avec les estimations fournies par les modèles climatiques simulant les changements.
- SCCP (International Satellite Cloud Climatology Project) est un projet issu du Programme mondial de recherches sur le climat qui a pour but de collecter et d'analyser la radiance pour déterminer la distribution des nuages, leurs caractéristiques et leurs variations diurnes, saisonnières et interannuelles. Le résultat est utilisé pour améliorer et modéliser le rôle des nuages dans le climat.
- Le GISS dispose de deux des polarimètres les plus précis existant dans le monde qui sont utilisés dans le cadre du projet (Research Scanning Polarimeter). Ils recueillent des données sur les aérosols et les nuages dans le cadre de campagnes de mesure aéroportées à des altitudes comprises entre 200 mètres et 20 kilomètres.
- SWING2 ('Stable Water Isotope Intercomparison Group, Phase 2) est la suite d'un projet international dont l'objectif est d'améliorer la modélisation de la circulation des isotopes de la molécule de l'eau.

### Articles reliés
- Centre de vol spatial Goddard
- Réchauffement climatique
- Inez Fung
- Robert Jastrow
- James E. Hansen